# Buchenwald-Hauptprozess

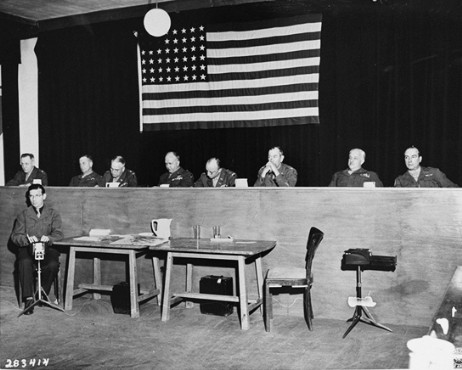
Die acht Militärrichter des Dachauer Buchenwald-Prozesses. Von links nach rechts: Morris, Robertson, Ackerman, Kiel, Dwinell, Pierce, Dunning und Walker.

Der Buchenwald-Hauptprozess war ein Kriegsverbrecherprozess der US-Armee in der US-amerikanischen Besatzungszone Deutschlands am Militärgericht in Dachau. Er fand vom 11. April 1947 bis zum 14. August 1947 im Internierungslager Dachau statt, wo sich bis Ende April 1945 das Konzentrationslager Dachau befunden hatte. In diesem Prozess waren 31 Personen angeklagt, denen Kriegsverbrechen im Zusammenhang mit dem KZ Buchenwald und dessen Nebenlagern zur Last gelegt wurden. Das Verfahren endete mit 31 Schuldsprüchen. Offiziell wurde der Fall als United States of America vs Josias Prince zu Waldeck et al. – Case 000-50-9 bezeichnet. Dem Buchenwald-Hauptprozess schlossen sich 24 Nebenverfahren mit 31 Angeklagten an. Der Buchenwald-Hauptprozess war Teil der Dachauer Prozesse, die in den Jahren 1945 bis 1948 stattfanden.

## Vorgeschichte

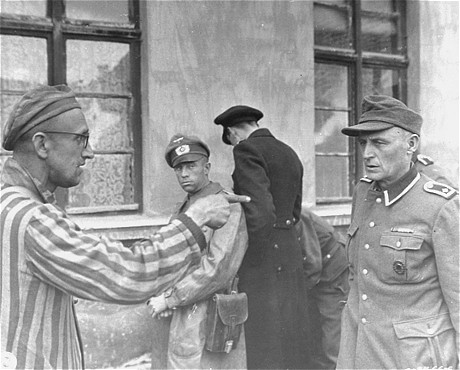
Ein SS-Wachmann, der Häftlinge misshandelt haben soll, wird von einem ehemaligen sowjetischen Buchenwaldhäftling am 14. April 1945 in Buchenwald identifiziert.

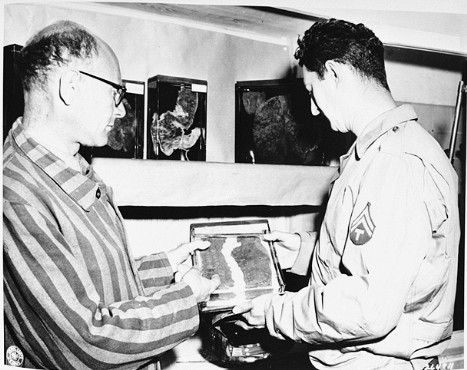
Ein ehemaliger Buchenwaldhäftling zeigt dem amerikanischen Soldaten Jack Levine am 27. Mai 1945 Behälter mit menschlichen Organen, die Lagerärzte Häftlingen entnommen haben.

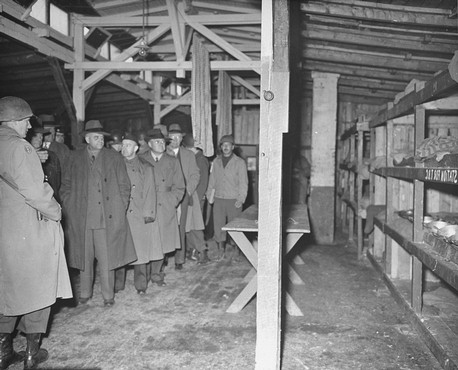
Amerikanische Kongressabgeordnete besichtigen am 24. April 1945 Buchenwald.

„Die Schweine in der SS-Stallung erhielten besseres Futter, als es die Verpflegung der Häftlinge darstellte.“

Als amerikanische Truppen in der Endphase des Zweiten Weltkrieges weiter auf das Gebiet des Deutschen Reiches vordrangen, wurden sie unvorbereitet, teilweise mitten in Kampfhandlungen, mit den Spuren der Gräuel in den Konzentrationslagern konfrontiert. Die Versorgung der größtenteils ausgemergelten und schwerkranken „Muselmänner“ sowie die Bestattung der auf den Todesmärschen durch Entkräftung oder Erschießung zu tausenden umgekommenen Häftlinge stellten die United States Army vor eine schwierige Aufgabe. Noch vor der Befreiung des KZ Buchenwald am 11. April 1945 hatten amerikanische Soldaten nach der Einnahme des Buchenwalder Nebenlagers Ohrdruf Fotografien erstellt, die die grauenhaften Umstände der Evakuierung dieses Lagers veranschaulichen. Bereits am 12. April 1945 besichtigte der Oberbefehlshaber der alliierten Streitkräfte, Dwight D. Eisenhower, das Außenlager Ohrdruf des KZ Buchenwald und bat aufgrund der entsetzlichen Lagerzustände amerikanische und britische Politiker, Vertreter der Vereinten Nationen und die US-Presse zur Lagerbesichtigung. Am 16. April 1945 mussten 1.000 Bürger aus Weimar auf Befehl des amerikanischen Kommandanten im KZ Buchenwald die noch vorhandenen Spuren des Massensterbens besichtigen; andernorts mussten Einwohner die Toten der Evakuierungsmärsche bestatten.
Vor diesem Hintergrund begannen amerikanische Ermittler im Rahmen des War Crimes Program, einem US-amerikanischen Programm zur Schaffung von Rechtsnormen und eines Justizapparates zur Verfolgung deutscher Kriegsverbrechen, zügig mit den Untersuchungen zur Feststellung der Verantwortlichen für diese Verbrechen. Etliche Täter waren bald gefasst und interniert, so auch der letzte Lagerkommandant des KZ Buchenwald, Hermann Pister, der im Juni 1945 von amerikanischen Soldaten in München verhaftet wurde. Das Kommandanturpersonal wurde in dem Kriegsgefangenenlager Bad Aibling interniert und bereits kurz nach Kriegsende 1945 durch das Counter Intelligence Corps verhört. Mindestens 450 ehemalige Buchenwaldhäftlinge wurden als Zeugen vernommen, darunter auch Hermann Brill, und zwei Lastwagenladungen mit Aktenmaterial der Lagerkommandantur wurden gesichert. Am 1. Juli 1945 räumte das amerikanische Militär Thüringen und übergab es aufgrund des Londoner EAC-Protokolls an die Sowjetische Militäradministration in Deutschland (SMAD). Nach Vorermittlungen gegen mehr als 6.000 tatverdächtige Personen wurden bis zum Herbst 1945 etwa 250 Beschuldigte interniert. Allerdings waren Zeugen oft nicht mehr zu ermitteln oder belastende Aufnahmen nicht Fotografen zuzuordnen; zudem waren Verdächtige geflohen.
Da die Sowjetunion im KZ Buchenwald in Relation zu den anderen betroffenen Nationen die meisten Opfer zu beklagen hatte (etwa 15.000), sich vermutlich weitere Tatverdächtige in der sowjetischen Besatzungszone aufhielten oder dort in Gewahrsam waren und zudem das Lager nun auch in der sowjetischen Besatzungszone lag, erwog die amerikanische Militärregierung in Deutschland, das Verfahren der Sowjetunion zu überlassen. Am 9. November 1945 unterbreitete schließlich der stellvertretende Militärgouverneur Lucius D. Clay dem Leiter der Sowjetischen Militäradministration in Deutschland Wassili Danilowitsch Sokolowski den Vorschlag, das Buchenwald-Verfahren der sowjetischen Regierung zu übergeben. Nach langwierigen Verhandlungen und nur zögerlichen Einsichtnahmen in die Ermittlungsakten bekundete die sowjetische Seite lediglich Interesse an dem Verfahren bezüglich der Massentötung in Gardelegen, wo in der verschlossenen Isenschnibber Feldscheune knapp 1.000 Häftlinge eines Evakuierungstransportes lebendig verbrannt worden waren. Nach der Überstellung der 22 Beschuldigten und des Ermittlungsmaterials an die sowjetischen Militärbehörden wurde dieselbe Prozedur auch für die Beschuldigten des KZ Buchenwald und KZ Mittelbau-Dora, ehemals Buchenwalder Außenlager und ab Oktober 1944 eigenständiges Konzentrationslager, vereinbart. Zu der für den 3. September 1946 vereinbarten Überstellung der Internierten und des umfangreichen Beweismaterials bezüglich Buchenwald und Mittelbau kam es jedoch nicht, da keine Vertreter der sowjetischen Militäradministration am vereinbarten Treffpunkt an der Zonengrenze erschienen. Nach 14 Stunden Wartezeit wurden die Gefangenen wie auch das Beweismaterial wieder in das Internierungslager Dachau zurückgebracht. Die Sowjets nahmen dieses Angebot möglicherweise nicht wahr, weil sie das Konzentrationslager nach der Übernahme als „Speziallager Nummer 2“ nutzten und daher eventuell einen Prozess fürchteten.
Den nicht öffentlich geführten Verhandlungen bezüglich der Zuständigkeit des Buchenwald-Verfahrens folgte aufgrund der erheblichen Verzögerungen internationale Kritik. Insbesondere die United Nations War Crimes Commission, eine Kommission alliierter Staaten zur Verfolgung von Kriegsverbrechen der Achsenmächte, forderte bereits Anfang 1946 die Durchführung des Buchenwald-Prozesses vor einem internationalen Gerichtshof. Nachdem die sowjetischen Militärbehörden kein Interesse zeigten, meldeten französische und belgische Justizbehörden den Wunsch nach einer Verfahrensdurchführung an. Dies wurde von der amerikanischen Seite abgelehnt unter Hinweis auf die immense Übersetzungsarbeit, die hätte geleistet werden müssen. Der leitende Ermittler der US-Army forcierte nun den Prozessbeginn. Ende Dezember 1946 waren die Vorbereitungen für das Verfahren abgeschlossen.

## Anklage und Rechtsgrundlagen
Angeklagt wurden überwiegend Mitglieder des ehemaligen Lagerpersonals, aber auch der Höhere SS- und Polizeiführer (HSSPF) Josias zu Waldeck und Pyrmont, in dessen Zuständigkeitsbereich das KZ Buchenwald lag. Zudem waren der Lagerkommandant Hermann Pister und Angehörige des Kommandanturstabes sowie die Witwe des ersten Lagerkommandanten, Ilse Koch, angeklagt. Auch drei Lagerärzte und der leitende SS-Sanitätsoffizier mussten sich vor Gericht verantworten. Schließlich saßen noch Block- und Kommandoführer sowie drei Funktionshäftlinge und ein Zivilangestellter auf der Anklagebank.
Die rechtliche Basis des Verfahrens bildete die ab März 1947 gültige „Legal and Penal Administration“ ausgehend von den Erlassen des Military Government. Das Kontrollratsgesetz Nr. 10 vom 20. Dezember 1945, auf dessen Grundlage Personen verurteilt werden konnten, die wegen Kriegsverbrechen, Verbrechen gegen den Frieden oder Verbrechen gegen die Menschlichkeit angeklagt wurden, spielte keine wesentliche Rolle in diesem Verfahren.
Die Anklageschrift, Anfang März 1947 den Angeklagten zugestellt, umfasste zwei Hauptanklagen, die unter dem Titel „Verletzung der Kriegsgebräuche und -gesetze“ zusammengeführt wurden. Inhalt der Klageschrift waren Kriegsverbrechen, die während des Zeitraums vom 1. September 1939 bis zum 8. Mai 1945 in Buchenwald und den Außenlagern an nicht-deutschen Zivilisten und Kriegsgefangenen verübt worden waren. Verfolgt wurden anfangs nur Verbrechen an Staatsbürgern der Alliierten bzw. der mit ihnen verbündeten Staaten; Verbrechen von deutschen Tätern an deutschen Opfern blieben lange ungesühnt und wurden in der Regel erst später vor deutschen Gerichten verhandelt.
Den Beschuldigten wurde zudem ein gemeinschaftliches Vorgehen (Common Design) angelastet und damit eine billigende Teilnahme an einem System von Tötungen, Misshandlungen und inhumaner Vernachlässigung vorgeworfen. Daher musste die Anklagevertretung den Nachweis führen, dass „jeder der Angeklagten sich über dieses System im klaren war, dass er wusste von dem, was mit den Häftlingen geschah, und sie musste jedem nachweisen, dass er an seinem Platz der Verwaltung, der Organisation des Lagers durch sein Verhalten, seine Tätigkeit, das Funktionieren dieses System unterstützte, an diesem Funktionieren teilhatte“. Wurde dieser Nachweis erbracht, variierte die individuelle Strafzumessung nach Art und Umfang dieser Teilnahme. Dieses Rechtsinstitut war in der europäischen Rechtstradition nicht geläufig.
Die Angeklagten auf Fotos der US-Armee vom April 1947

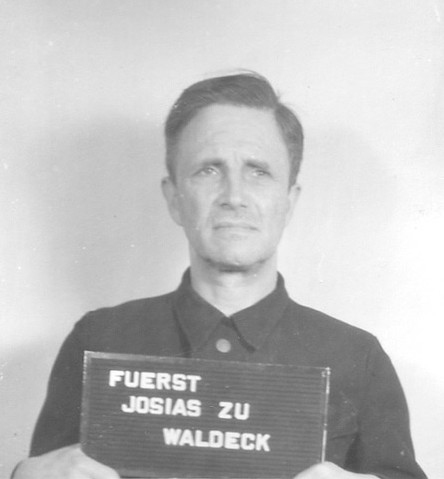
Josias zu Waldeck und Pyrmont, Höherer SS- und Polizeiführer
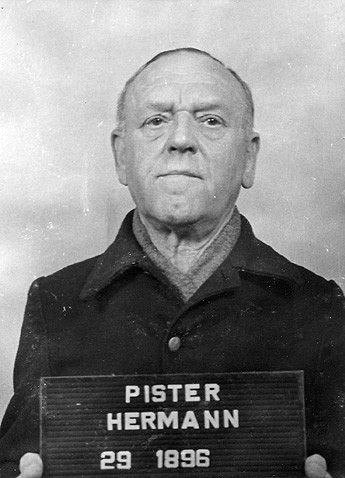
Hermann Pister, zweiter und letzter Lagerkommandant
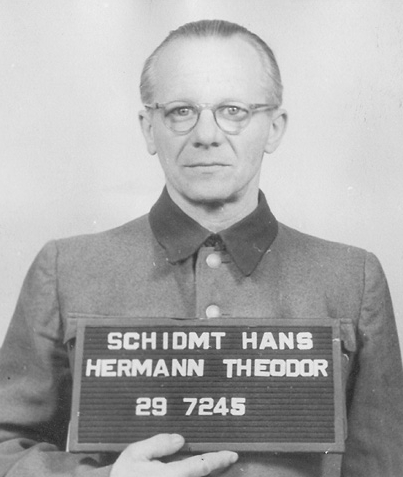
Hans Schmidt, Adjutant von Hermann Pister
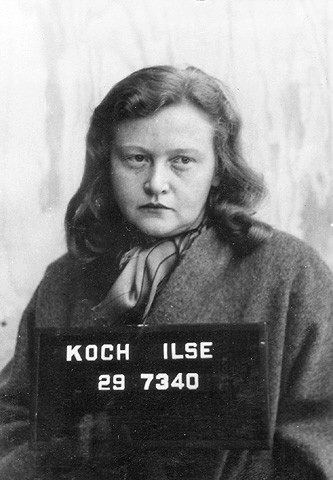
Ilse Koch, Ehefrau des ersten Lagerkommandanten Karl Koch
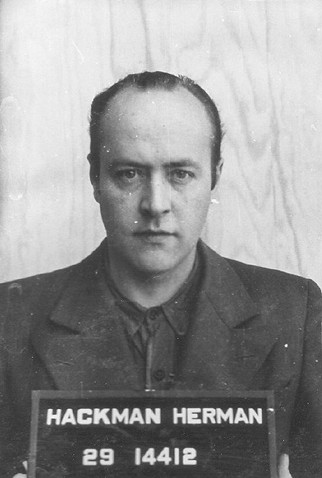
Hermann Hackmann, Adjutant des ersten Lagerkommandanten Karl Koch
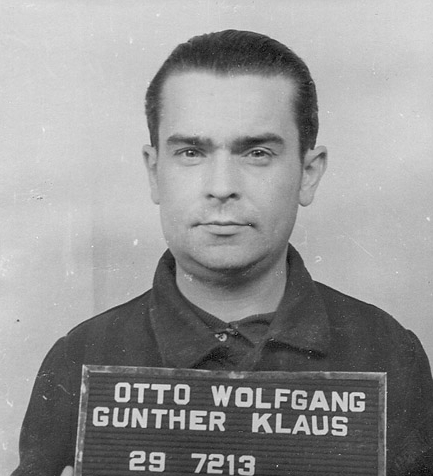
Wolfgang Otto, Leiter der Kommandanturschreibstube
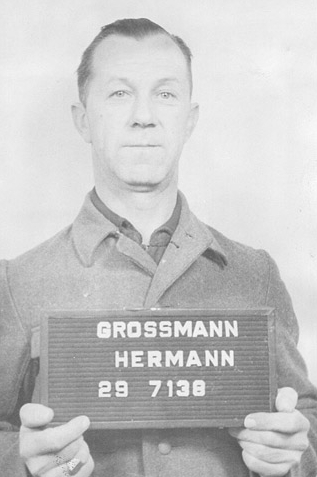
Hermann Grossmann, Lagerleiter von Außenlagern des KZ Buchenwald
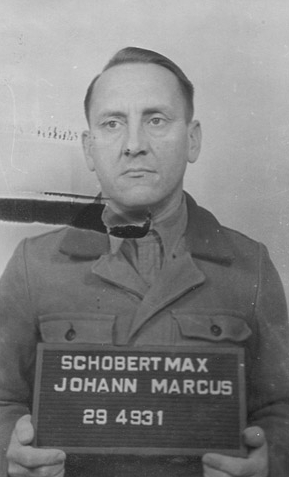
Max Schobert, Schutzhaftlagerführer
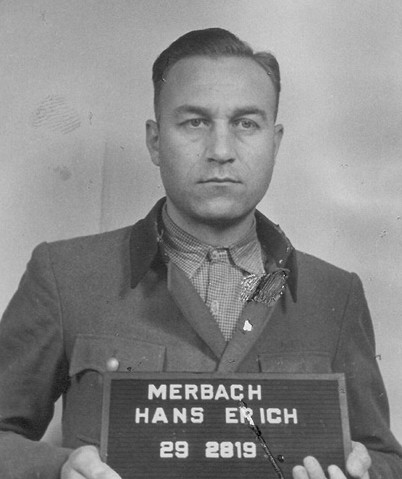
Hans Merbach, zweiter Schutzhaftlagerführer
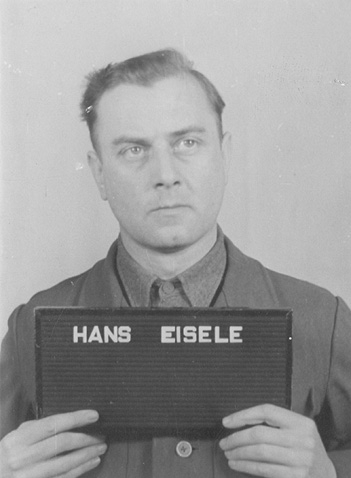
Hans Eisele, Lagerarzt
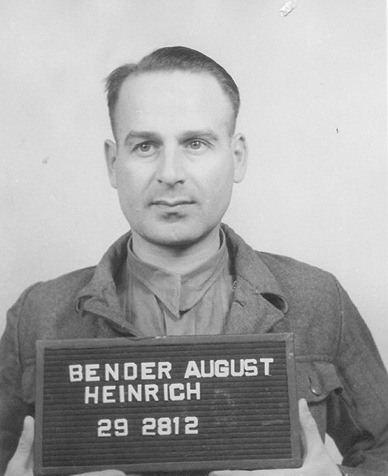
August Bender, Lagerarzt
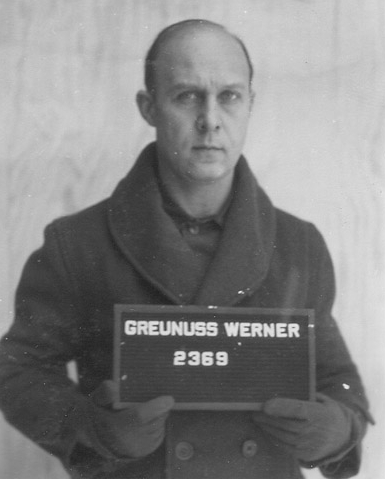
Werner Greunuss, Lagerarzt im Buchenwalder Nebenlager Ohrdruf
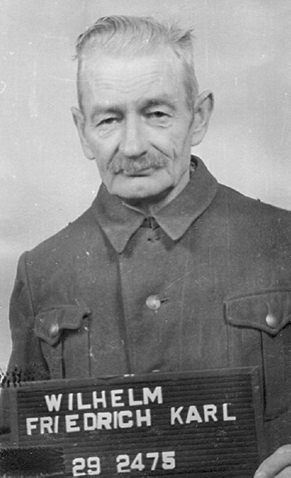
Friedrich Wilhelm, SS-Sanitätsdienstgrad
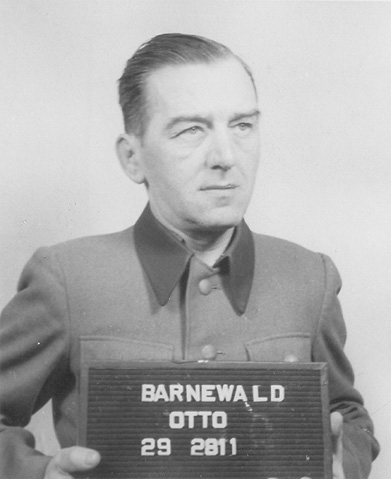
Otto Barnewald, Verwaltungsführer der Standortverwaltung
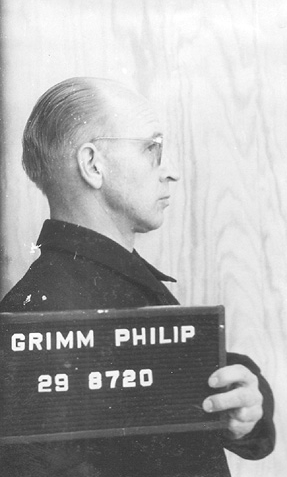
Philipp Grimm, Arbeitseinsatzführer
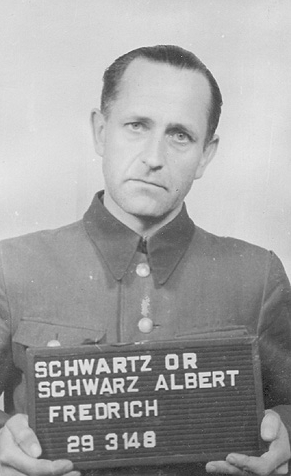
Albert Schwartz, Arbeitseinsatzführer
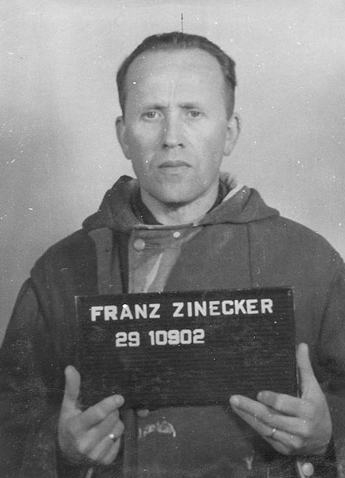
Franz Zinecker, Arbeitsdienstführer
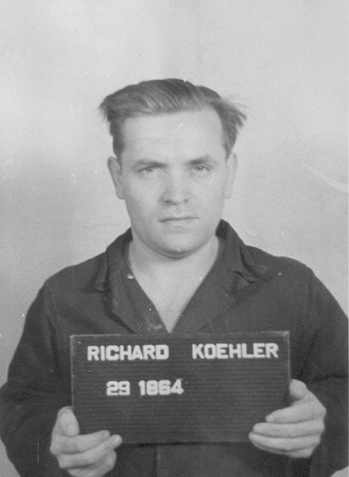
Richard Köhler, Angehöriger des Kommando 99
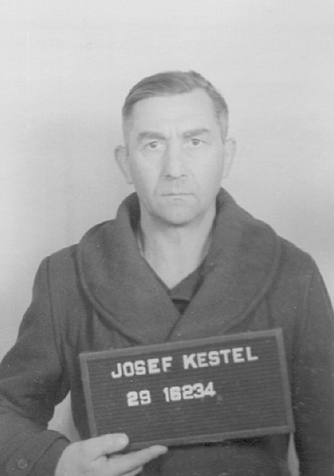
Josef Kestel, Block- und Kommandoführer
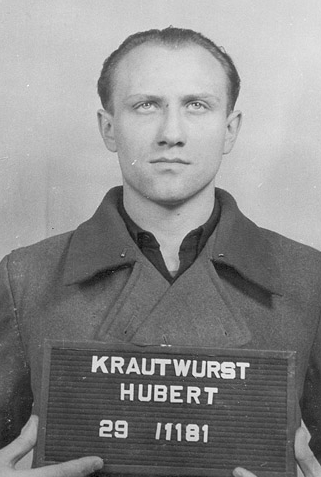
Hubert Krautwurst, Kommandoführer
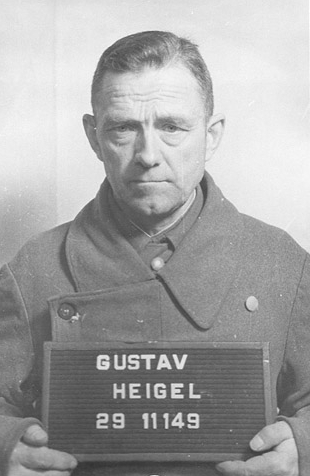
Gustav Heigel, Kommandoführer und Leiter des Arrestblocks
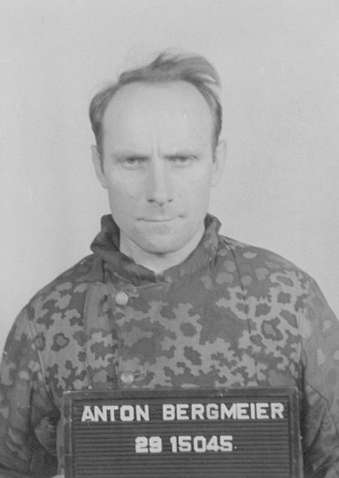
Anton Bergmeier, Arrestaufseher
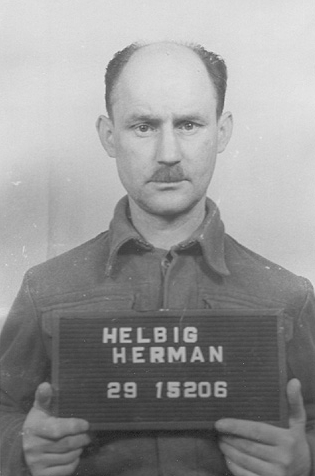
Hermann Helbig, Kommandoführer im Krematorium
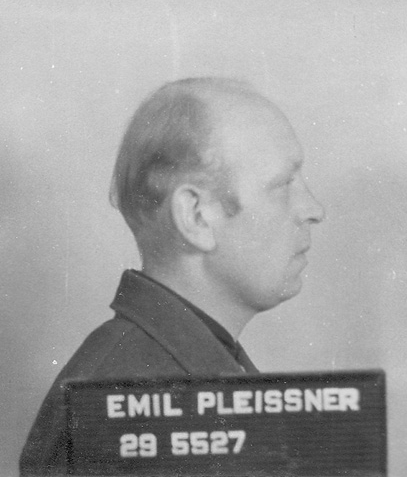
Emil Pleissner, Kommandoführer des Krematoriums
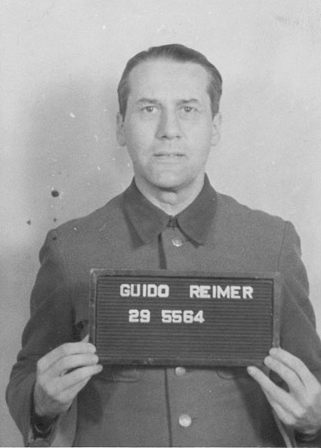
Guido Reimer, Kommandeur des SS-Sturmbanns
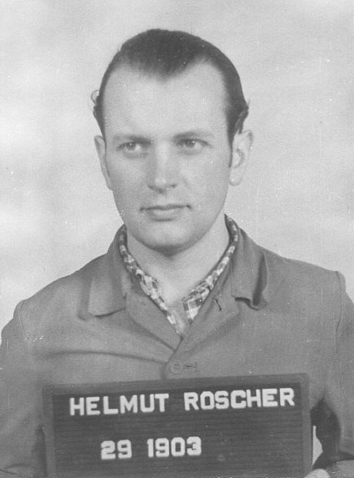
Helmut Roscher, Rapportführer
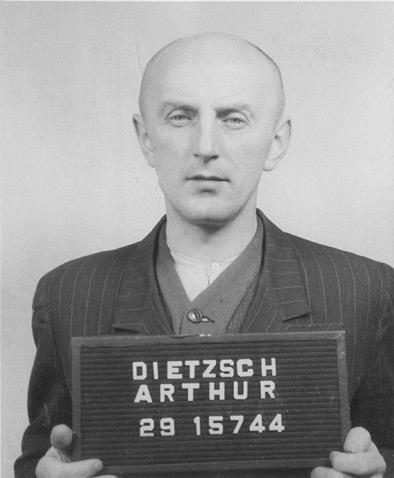
Arthur Dietzsch, leitender Häftlingspfleger
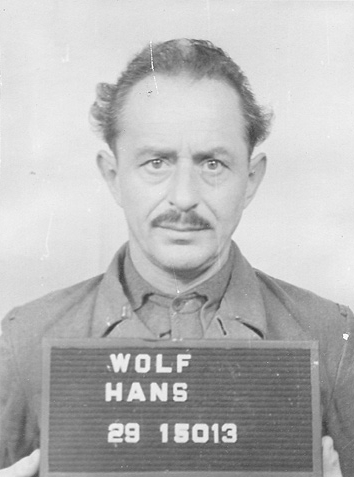
Hans Wolf, Lagerältester im Außenlager Tröglitz
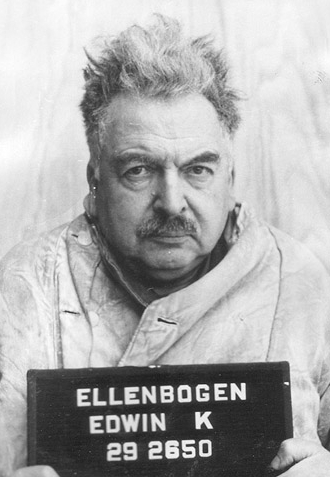
Edwin Katzenellenbogen, Häftlingsarzt
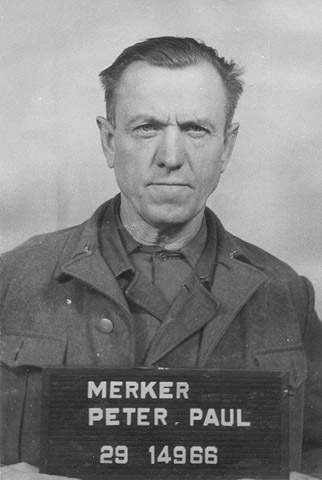
Peter Merker, Kommandoführer im Gustloff-Werk II
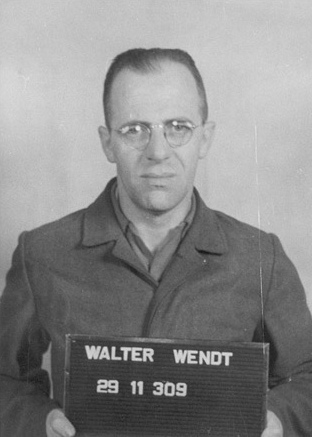
Walter Wendt, Zivilist und Personalchef der Erla-Maschinenwerke

## Prozessdurchführung und Urteilsverkündung

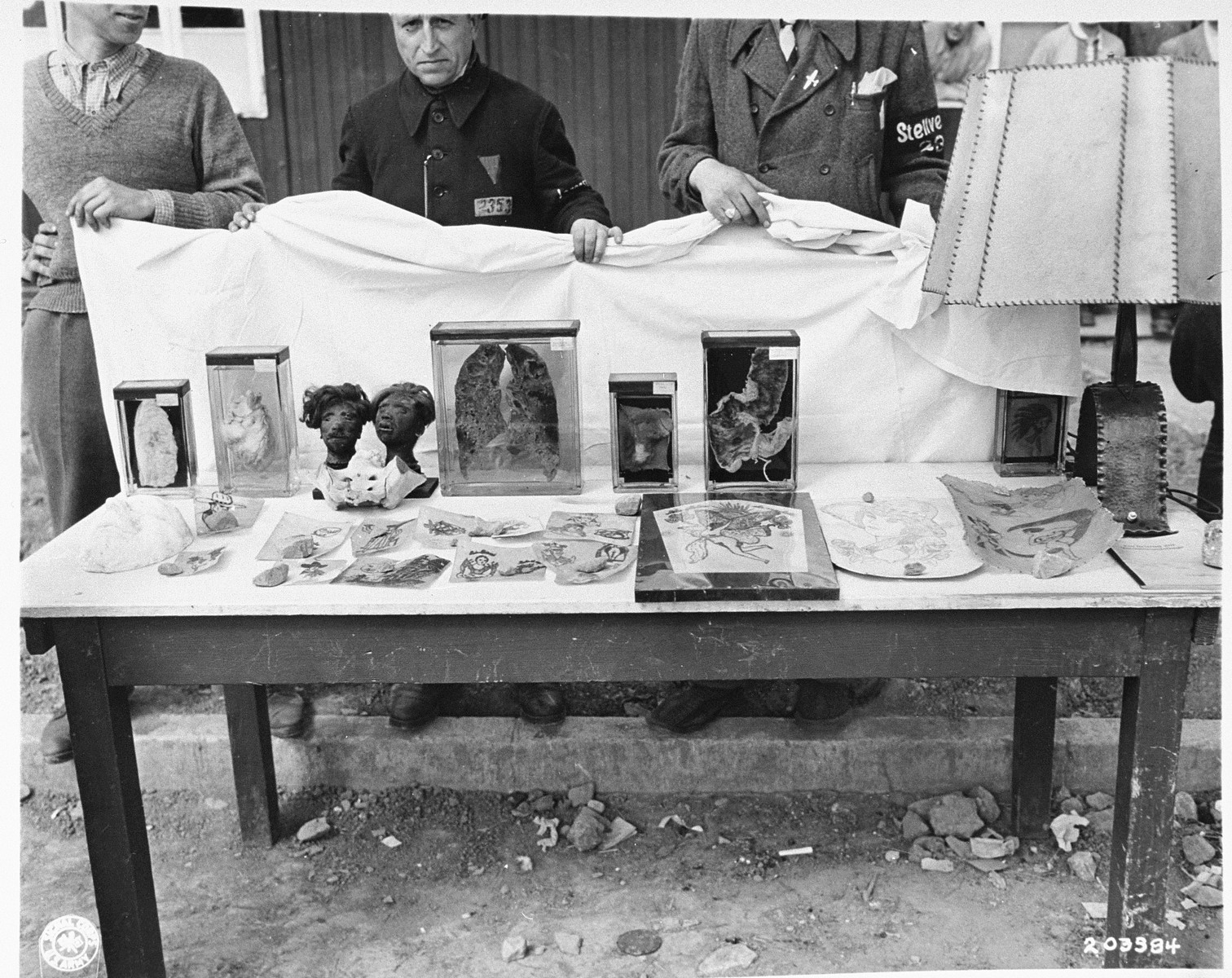
Diese Aufnahme vom 16. April 1945 zeigt eine Auswahl menschlicher Überreste, die aus der Pathologie des KZ Buchenwald nach der Befreiung des Lagers gesichert wurden. Sie dienten im Buchenwald-Hauptprozess als Beweismittel zur Veranschaulichung der Konzentrationslagergräuel. Die beiden Schrumpfköpfe stammen von zwei polnischen Häftlingen, die nach ihrer Flucht aus dem Lager wieder ergriffen und hingerichtet wurden.

„Wir wollen in diesem Prozess beweisen, daß diese 31 Personen Teilnehmer an der Ausführung eines gemeinsamen Planes waren, durch den Angehörige verschiedener Nationen der Tötung, Aushungerung und Mißhandlung ausgesetzt waren.“

Nachdem am 1. April 1947 die Zusammensetzung des Militärgerichts feststand, begann der Buchenwald-Hauptprozess am 11. April 1947, genau zwei Jahre nach der Befreiung von Buchenwald. Auf dem einstigen Gelände des KZ Dachau, wo der Prozess stattfand, waren auch die Angeklagten inhaftiert. Den Vorsitz des aus acht amerikanischen Offizieren bestehenden Militärgerichtes übernahm Generalmajor Charles Kiel, die Anklagevertretung Oberstaatsanwalt William D. Denson. Die Gerichtssprache war Englisch, für die Übersetzung in die deutsche Sprache sorgten Dolmetscher. Während des Verfahrens waren internationale Presseberichterstatter zugegen. Den Angeklagten standen amerikanische oder deutsche Rechtsbeistände zur Verfügung. Nach der Eröffnungsrede und der Verlesung der Anklageschrift plädierten alle Angeklagten auf „nicht schuldig“. Der Anhörung der Zeugen und Sichtung der Beweismittel folgten die Aussagen der Angeklagten, denen sich Kreuzverhöre anschlossen.
Sechs der Angeklagten waren beschuldigt, Straftaten im Zusammenhang von Todesmärschen oder im Zuge der Lagerevakuierung begangen zu haben. Den Lagerärzten und dem medizinischen Personal wurde die Misshandlung, Vernachlässigung, Selektionen und teilweise auch Tötung von Häftlingen zur Last gelegt. Dem Kommandanturpersonal wurde vorgeworfen, für die katastrophalen Zustände im Lager hauptverantwortlich gewesen zu sein und dadurch das System von Tötungen, Misshandlungen und inhumaner Vernachlässigung erst geschaffen zu haben. Die drei Funktionshäftlinge, nämlich ein Lagerältester, ein Häftlingsarzt und ein leitender Häftlingspfleger, wurden der Misshandlung von Häftlingen beschuldigt. Die Angeklagten verharmlosten die Taten, beriefen sich auf einen Befehlsnotstand oder bestritten zur Tatzeit am Tatort gewesen zu sein. Insbesondere drei Angeklagte standen im Fokus der nationalen und internationalen Öffentlichkeit:
- Josias Fürst zu Waldeck und Pyrmont wurde beschuldigt, aufgrund seiner Funktion als Höherer SS- und Polizeiführer für den Wehrkreis IX für die Evakuierung des KZ Buchenwald und die daraus resultierenden Todesfälle hauptverantwortlich gewesen zu sein. Er gab an, Buchenwald etwa dreißigmal besucht und das Schutzhaftlager höchstens achtmal betreten zu haben. Zudem lagen nach seinem Dafürhalten die Lagerabläufe und damit die Häftlinge außerhalb seines Kompetenzbereiches. Er bestritt zudem die Kenntnis über pseudomedizinische Menschenversuche, die im KZ Buchenwald durchgeführt wurden. Das Gericht konnte Josias zu Waldeck und Pyrmont nachweisen, dass er am 31. März 1945 seinen Dienstsitz von Kassel nach Weimar verlegt hatte, wo er von dem Reichsführer der SS Himmler telefonisch die Order erhielt, den Evakuierungsbefehl des KZ Buchenwald an den Lagerkommandanten Pister weiterzuleiten. Nach der Weiterleitung dieses Befehls an Pister unterstützte er diesen bei der Umsetzung zumindest organisatorisch und war damit an dem Verbrechen beteiligt.[17]
- Hans Merbach wurde zur Last gelegt, als Leiter des Evakuierungszuges aus Buchenwald für die über 2.000 Toten dieses Transports verantwortlich gewesen zu sein. Zudem wurde ihm nachgewiesen, im Rahmen der Evakuierung des KZ Buchenwald Misshandlungen und Tötungen an Häftlingen selbst vorgenommen oder angeordnet zu haben. Merbach stritt in seiner Aussage vor Gericht ab, Häftlinge misshandelt oder getötet zu haben. Zudem habe er bei mehreren Aufenthalten des Evakuierungstransportes vergeblich versucht, Nahrung für die Häftlinge zu beschaffen. Nach seiner Aussage seien während des Evakuierungstransportes über 400 Häftlinge geflüchtet, zwischen 400 und 480 Häftlinge eines natürlichen Todes gestorben und zudem etwa 15 Häftlinge bei Fluchtversuchen erschossen worden. Die Verantwortung für die Streckenführung des Zuges und die damit verbundene dreiwöchige Fahrdauer lastete er der Deutschen Reichsbahn an.[18]
- Besondere Aufmerksamkeit erfuhr die einzige weibliche Angeklagte, Ilse Koch, Ehefrau des damaligen Lagerkommandanten, die im KZ Buchenwald keine offizielle Funktion bekleidete. Ihr wurde vorgeworfen, die Misshandlung von Häftlingen angeordnet und zudem selbst einen Häftling geschlagen zu haben. Zudem habe sie sich aus tätowierter Häftlingshaut Gegenstände wie Bucheinbände und Lampenschirme anfertigen lassen. Koch gab an, nie das Schutzhaftlager betreten oder einen Häftling geschlagen zu haben. Sie habe im KZ Buchenwald keine Funktion gehabt oder sei gar weisungsbefugt gewesen. Sie gab an, dort lediglich als Ehefrau und Mutter dreier Kinder im Wohnbereich der SS-Mannschaften gelebt zu haben und lediglich zweimal dem Kommandanten Häftlinge aufgrund von Verfehlungen gemeldet zu haben, ohne die Konsequenzen zu bedenken. Sie bestritt vehement den Besitz bzw. die Bestellung von Gegenständen aus tätowierter Häftlingshaut. In Bezug auf die Gegenstände aus vermeintlicher Menschenhaut war Ilse Koch keine Schuld nachzuweisen.[19][20] Das Gericht wies ihr aber nach, dass sie zumindest durch die Meldung von Häftlingen deren schwere Bestrafung verursacht habe. Zudem wurde ihr die Misshandlung eines Häftlings nachgewiesen.

Am 12. August 1947 erhielten die Angeklagten das letzte Wort und die Möglichkeit, um mildernde Umstände zu bitten.
Bilder zum Verfahren

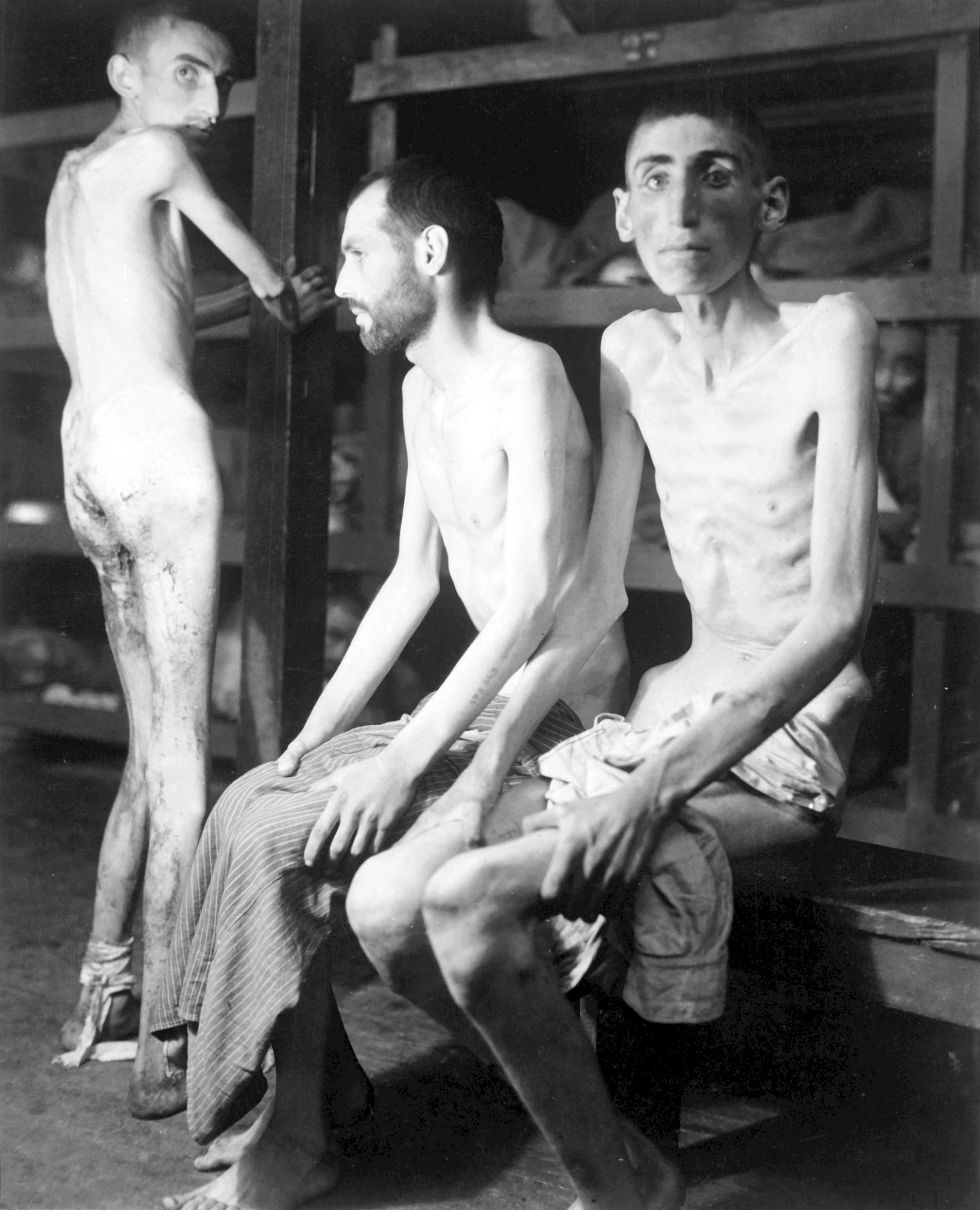
Das Verbrechen: Buchenwald-Häftlinge nach der Befreiung am 16. April 1945
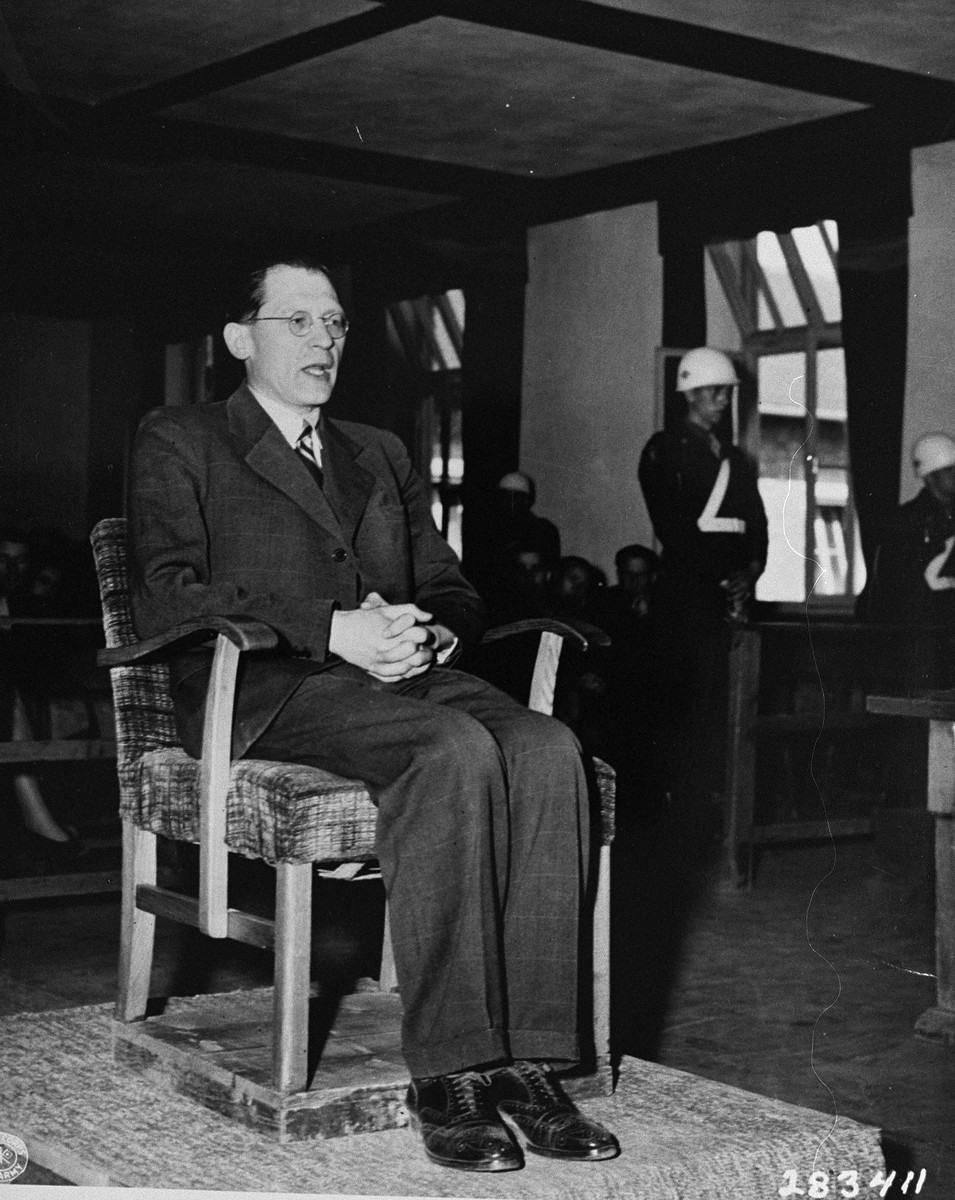
Eugen Kogon, ein ehemaliger Buchenwaldhäftling, als Zeuge der Anklage am 16. April 1947
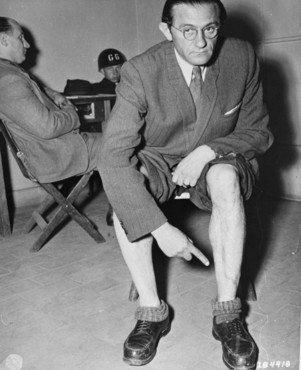
Joseph Spektor, ein ehemaliger Buchenwaldhäftling, zeigt die Narben seiner Misshandlungen am 9. Mai 1947
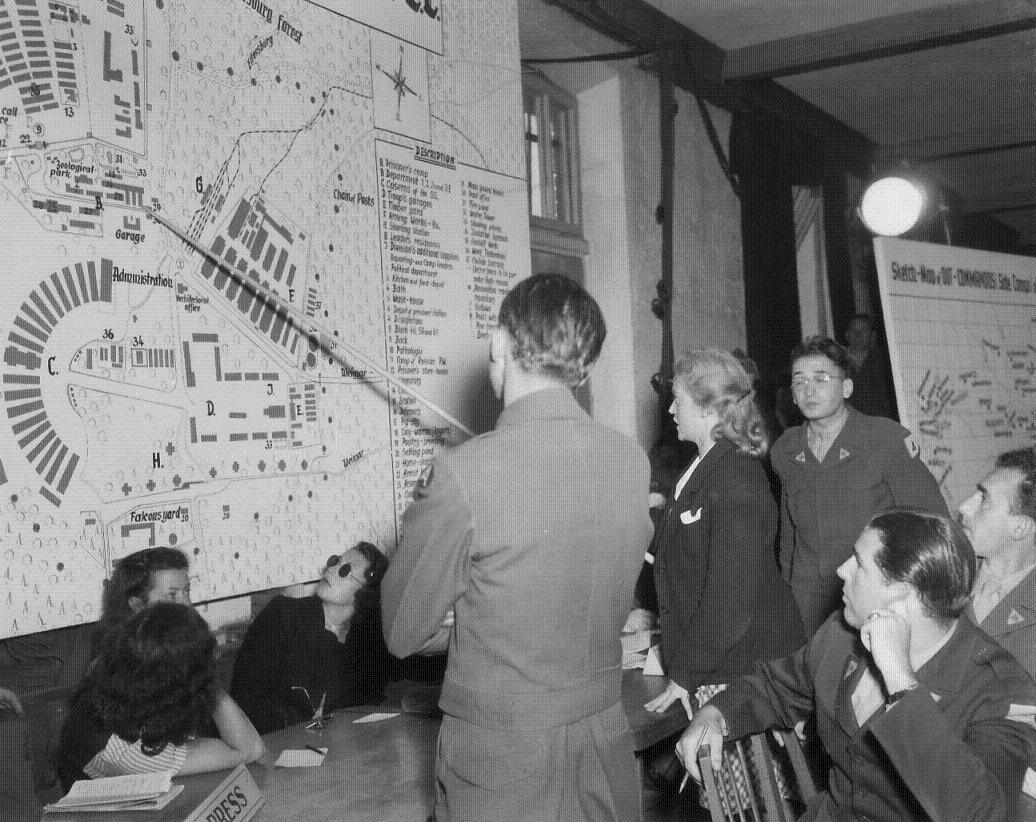
Ilse Koch am 8. Juli 1947 vor dem Militärtribunal in Dachau. Am Tisch sitzen Presseberichterstatter
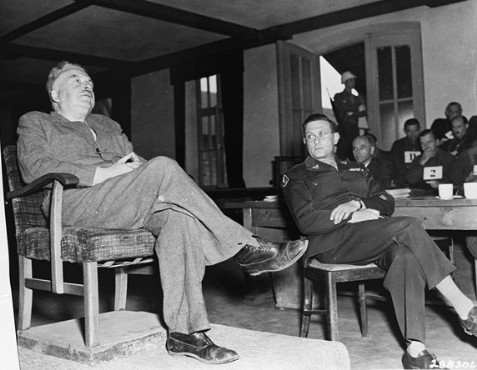
Edwin Katzenellenbogen während einer Aussage am 5. August 1947
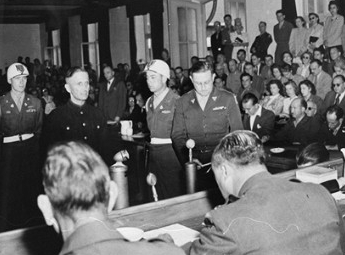
Josias zu Waldeck und Pyrmont bei der Urteilsverkündung am 14. August 1947

Die 31 Urteile im Einzelnen
Am 14. August 1947 erfolgte die Urteilsverkündung. Es wurden 22 Todesurteile ausgesprochen sowie fünf lebenslange und vier zeitige Haftstrafen. Eine bebilderte Übersicht zu den Verurteilten einschließlich ihrer Lebensdaten enthält auch die Liste der Angeklagten des Buchenwald-Hauptprozesses.
| Angeklagter                   | Rang                           | Funktion                                                                     | Urteil                                                                              |
| ----------------------------- | ------------------------------ | ---------------------------------------------------------------------------- | ----------------------------------------------------------------------------------- |
| Josias zu Waldeck und Pyrmont | SS-Obergruppenführer           | Höherer SS- und Polizeiführer im Wehrkreis IX                                | Lebenslange Haftstrafe, am 8. Juni 1948 in 20 Jahre Haft umgewandelt                |
| Otto Barnewald                | SS-Sturmbannführer             | Verwaltungsführer der Standortverwaltung                                     | Todesstrafe, später in lebenslange Haftstrafe umgewandelt                           |
| August Bender                 | SS-Sturmbannführer             | Lagerarzt                                                                    | 10 Jahre Haftstrafe, später in drei Jahre Haftstrafe umgewandelt                    |
| Anton Bergmeier               | SS-Oberscharführer             | Arrestaufseher im Bunker                                                     | Todesstrafe, später in lebenslange Haftstrafe umgewandelt                           |
| Arthur Dietzsch               | Funktionshäftling              | Kapo und Häftlingspfleger in Block 46                                        | 15 Jahre Haftstrafe, rückwirkend auf null Jahre herabgesetzt                        |
| Hans Eisele                   | SS-Hauptsturmführer            | Lagerarzt                                                                    | Todesstrafe, später in zehn Jahre Haft umgewandelt                                  |
| Werner Greunuss               | SS-Untersturmführer            | Lagerarzt im Nebenlager Ohrdruf                                              | lebenslange Haftstrafe, später in 20 Jahre Haft umgewandelt                         |
| Philipp Grimm                 | SS-Obersturmführer             | Arbeitseinsatzführer                                                         | Todesstrafe, später in lebenslange Haft umgewandelt                                 |
| Hermann Grossmann             | SS-Obersturmführer             | Lagerleiter der Außenlager des KZ Buchenwald Wernigerode und Bochumer Verein | Todesstrafe, am 19. November 1948 hingerichtet                                      |
| Hermann Hackmann              | SS-Hauptsturmführer            | Adjutant des ersten Lagerkommandanten Karl Koch                              | Todesstrafe, später in lebenslange Haft umgewandelt                                 |
| Gustav Heigel                 | SS-Hauptscharführer            | Kommandoführer und Leiter des Arrestblocks                                   | Todesstrafe, später in lebenslange Haft umgewandelt                                 |
| Hermann Helbig                | SS-Hauptscharführer            | Kommandoführer im Krematorium                                                | Todesstrafe, am 19. November 1948 hingerichtet                                      |
| Edwin Katzenellenbogen        | Funktionshäftling              | Häftlingsarzt                                                                | lebenslange Haftstrafe, später in 15 Jahre Haft umgewandelt                         |
| Josef Kestel                  | SS-Hauptscharführer            | Block- und Kommandoführer                                                    | Todesstrafe, am 19. November 1948 hingerichtet                                      |
| Ilse Koch                     |                                | Ehefrau des ehemaligen Lagerkommandanten Karl Koch                           | lebenslange Haftstrafe, später in vier Jahre Haft umgewandelt                       |
| Richard Köhler                | SS-Unterscharführer            | Kommandoführer und Aufseher eines Evakuierungstransportes                    | Todesstrafe, am 26. November 1948 hingerichtet                                      |
| Hubert Krautwurst             | SS-Hauptscharführer            | Kommandoführer der Gärtnerei und der Kläranlage                              | Todesstrafe, am 26. November 1948 hingerichtet                                      |
| Hans Merbach                  | SS-Obersturmführer             | Zweiter Schutzhaftlagerführer und Leiter eines Evakuierungstransportes       | Todesstrafe, am 14. Januar 1949 hingerichtet                                        |
| Peter Merker                  | SS-Oberscharführer             | Leiter des Nebenlagers Gustloff-Werke                                        | Todesstrafe, später in 20 Jahre Haft umgewandelt                                    |
| Wolfgang Otto                 | Stabsscharführer der Waffen-SS | Leiter der Kommandanturschreibstube                                          | 20 Jahre Haftstrafe, später in zehn Jahre Haft umgewandelt                          |
| Hermann Pister                | SS-Oberführer                  | Lagerkommandant                                                              | Todesstrafe, vor Vollstreckung des Urteils am 28. September 1948 in Haft verstorben |
| Emil Pleissner                | SS-Hauptscharführer            | Kommandoführer im Krematorium                                                | Todesstrafe, am 26. November 1948 hingerichtet                                      |
| Guido Reimer                  | SS-Obersturmführer             | Kommandeur des SS-Sturmbanns                                                 | Todesstrafe, später in lebenslange Haft umgewandelt                                 |
| Helmut Roscher                | SS-Oberscharführer             | Rapportführer                                                                | Todesstrafe, später in lebenslange Haft umgewandelt                                 |
| Hans Schmidt                  | SS-Hauptsturmführer            | Adjutant des Lagerkommandanten Pister                                        | Todesstrafe, am 7. Juni 1951 hingerichtet                                           |
| Max Schobert                  | SS-Sturmbannführer             | Erster Schutzhaftlagerführer                                                 | Todesstrafe, am 19. November 1948 hingerichtet                                      |
| Albert Schwartz               | SS-Sturmbannführer             | Arbeitseinsatzführer                                                         | Todesstrafe, später in lebenslange Haft umgewandelt                                 |
| Walter Wendt                  | Zivilist                       | Personalchef der Erla Maschinenwerke in Leipzig                              | 15 Jahre Haftstrafe, später in fünf Jahre Haft umgewandelt                          |
| Friedrich Karl Wilhelm        | SS-Untersturmführer            | Leitender SS-Sanitätsdienstgrad                                              | Todesstrafe, am 26. November 1948 hingerichtet                                      |
| Hans Wolf                     | Funktionshäftling              | Lagerältester im Außenlager Tröglitz                                         | Todesstrafe, am 19. November 1948 hingerichtet                                      |
| Franz Zinecker                | SS-Obersturmführer             | Arbeitsdienstführer                                                          | lebenslange Haftstrafe                                                              |

## Vollstreckung der Urteile

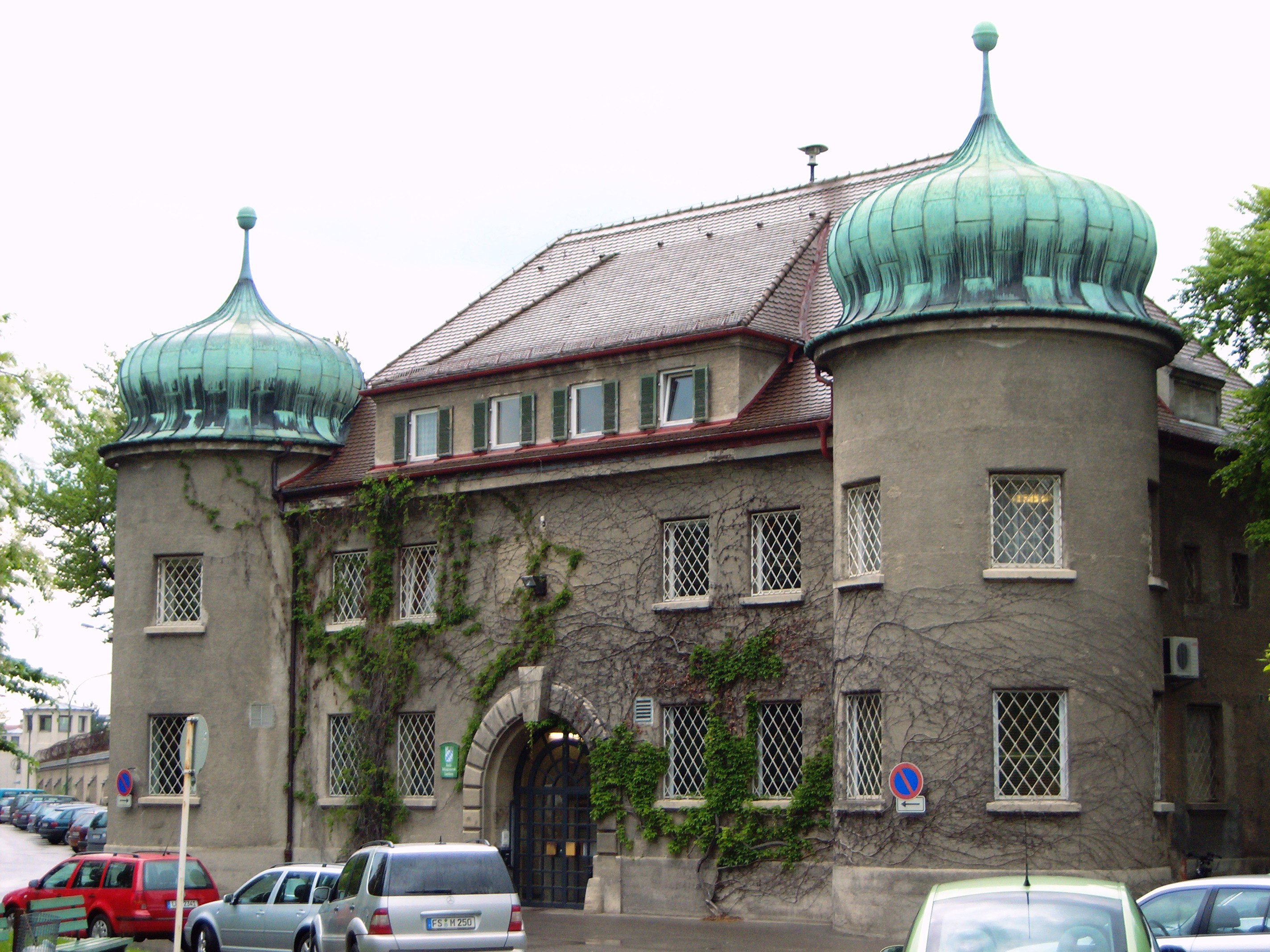
Justizvollzugsanstalt Landsberg am Lech, Eingangsgebäude

Nach der Urteilsverkündung wurden die Verurteilten in das Kriegsverbrechergefängnis Landsberg überführt. Neun der ausgesprochenen Todesurteile wurden dort am 19. und 26. November 1948 durch den Strang  vollstreckt. Hermann Pister verstarb noch vor der Urteilsvollstreckung Ende September 1948 an einem Herzschlag.
- Für Merbachs Begnadigung setzten sich neben seiner Ehefrau, seiner Kollegenschaft von der Gothaer Versicherung, Bewohnern seines Heimatortes, Freunden und zwei amerikanischen Juristen auch ehemalige Belastungszeugen ein. Dennoch wurde Merbachs Begnadigungsgesuch nicht stattgegeben, da er zumindest nachweisbar Morde begangen hatte, auch wenn er möglicherweise nicht für die katastrophalen Zustände des Evakuierungstransportes hauptverantwortlich gewesen sei. Merbach wurde am 14. Januar 1949 hingerichtet.[23]
- Das Todesurteil gegen Hans Schmidt wurde auch nach mehreren Überprüfungsverfahren aufrechterhalten und erhielt schließlich bundesweite Beachtung. In der Bundesrepublik Deutschland setzte ab 1950 eine Kampagne zur Abschaffung der Todesstrafe ein, an der sich auch hochrangige Repräsentanten aus Gesellschaft und Politik beteiligten. So bat der Justizminister Thomas Dehler den Bundespräsidenten Theodor Heuss darum, Gnadengesuche für Hans Schmidt und Georg Schallermair, der in einem Nebenprozess zum Dachau-Hauptprozess zum Tode verurteilt wurde, bei General Thomas T. Handy einzureichen.[24] Handy, der elf Todesurteile in Haftstrafen umgewandelt hatte, lehnte dieses Begehren jedoch ab, im Falle Schmidts mit folgender Begründung:

„Hans Schmidt war zugegebener Weise ungefähr drei Jahre lang Adjutant im Konzentrationslager Buchenwald. […] Er hatte sämtliche Hinrichtungen von Lagerinsassen unter sich; darunter befanden sich mehrere hundert Kriegsgefangene, die von einer Sondereinheit, dem sogenannten Kommando 99, umgebracht wurden. Diese Hinrichtungen fanden in einem früheren Pferdestall statt, der den Anschein einer Lazarett-Apotheke erwecken sollte. Wenn die nichtsahnenden Opfer gegen eine Wand gestellt wurden, scheinbar um ihre Größe zu messen, wurden sie mit einer, in der Wand verborgenen, starken Luftpistole in den Hinterkopf geschossen. Manchmal wurden auf diese Weise bis zu dreißig Opfer auf einmal umgebracht. Andere von Schmidt überwachte Hinrichtungen fanden im Lagerkrematorium statt; die Opfer wurden an Wandhaken aufgehängt und langsam zu Tode gewürgt. Ich kann in diesem Falle keinen Grund für Gnade finden.“

Schmidt und Schallermair wurden mit Oswald Pohl und vier weiteren nicht begnadigten Delinquenten am 7. Juni 1951 in Landsberg durch Hängen hingerichtet. Es waren die letzten dort vollstreckten Todesurteile.
- Bei Ilse Koch, deren lebenslange Haftstrafe in vier Jahre Haft umgewandelt wurde, erfolgte die Entlassung aus Landsberg bereits im Oktober 1949. Ein Grund war die Geburt ihres vierten Kindes in Haft am 29. Oktober 1947. Unmittelbar nach der Entlassung aus Landsberg wurde Koch von der bundesdeutschen Polizei verhaftet und am 15. Januar 1951 vom Landgericht Augsburg zu lebenslanger Haft wegen Anstiftung zum Mord und schwerer körperlicher Misshandlung an deutschen Häftlingen verurteilt. Nachdem ihren Gnadengesuchen nicht stattgegeben wurde, starb Koch am 2. September 1967 in dem Frauengefängnis Aichach durch Suizid.[27]

Die anderen Todesurteile und Haftstrafen wurden in Überprüfungsverfahren oder infolge von Gnadengesuchen sukzessive reduziert. Bis Mitte der 1950er Jahre wurden fast alle Gefangenen, die im Buchenwald-Hauptprozess verurteilt wurden, aus Landsberg aufgrund guter Führung oder aus gesundheitlichen Gründen, zumindest auf Bewährung entlassen; so auch Josias Prinz zu Waldeck und Pyrmont, dessen Entlassung bereits Anfang Dezember 1950 aus gesundheitlichen Gründen erfolgte.

## Wertungen und Wirkungen
Im Buchenwald-Hauptprozess stand, ebenso bei den anderen Kriegsverbrecherprozessen der Alliierten, zunächst die rechtsstaatliche Ahndung und Sühne der NS-Verbrechen im Vordergrund. Zudem sollte auch die Bevölkerung über die NS-Verbrechen aufgeklärt und der verbrecherische Charakter der Gewalttaten verdeutlicht werden. Weiterhin sollten diese Prozesse einen kollektiven Reflexionsprozess in der deutschen Bevölkerung in Gang setzen, um eine rechtsstaatliche und demokratische Kultur im Nachkriegsdeutschland und damit in der Gesellschaft zu etablieren.
Der symbolträchtige Prozessort Dachau, der kollektive Schock über die Nachrichten und Aufnahmen der Gewaltverbrechen in den Konzentrationslagern erzielte in der frühen Nachkriegszeit in Deutschland im Sinne der Reeducation zunächst durchaus eine Wirkung, was sich auch an den zahlreichen zeitgenössischen Medienpublikationen ersehen lässt. Als Hauptverantwortliche für die Gräuel der Konzentrationslager wurden bald Hermann Göring und Heinrich Himmler ausgemacht; diese Schuldverlagerung barg die Gefahr einer unterstellten Siegerjustiz an unteren Chargen. Diese Unterstellung wurde auch durch das in Deutschland kaum nachvollziehbare Rechtskonstrukt des „common design“, der billigenden Teilnahme an einem verbrecherischen System, das von vornherein auch ohne individuellen Tatnachweis eine Straftat unterstellte, gefördert. Die amerikanischen Militärgerichte waren daher auch bemüht, in den Dachauer KZ-Prozessen den Angeklagten Straftaten individuell nachzuweisen, was in der Mehrzahl der verhandelten Fälle auch gelang.
Dem ersten Schock über die Gräueltaten in den Konzentrationslagern folgten im Zuge der kollektiven Verdrängung Solidarisierungen weiter Teile der deutschen Bevölkerung mit den in Landsberg einsitzenden Gefangenen. Im Zuge des Kalten Krieges – die Westalliierten wollten Westdeutschland als Bündnispartner – setzte nach Überprüfungsverfahren die sukzessive Abmilderung der Urteile und damit die frühzeitige Entlassung der Gefangenen aus Landsberg ein. Die Ahndung der in den Konzentrationslagern begangenen Verbrechen wurde damit vielfach ad absurdum geführt.

## Buchenwalder Nebenprozesse

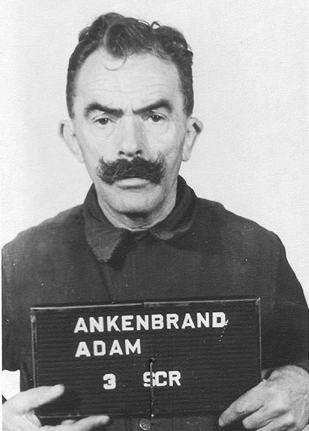
Adam Ankenbrand im April 1947

Dem Buchenwald-Hauptprozess schlossen sich 24 Nebenverfahren mit 31 weiteren Angeklagten an, die in dem Zeitraum vom 27. August bis zum 3. Dezember 1947 stattfanden. Neben 28 SS-Angehörigen waren drei Funktionshäftlinge angeklagt. Die Nebenverfahren basierten auf denselben Rechtsgrundlagen wie der Buchenwald-Hauptprozess und liefen in ähnlicher Form ab. Im Unterschied zu dem Hauptverfahren dauerten die Nebenverfahren, in denen größtenteils nur gegen ein bis zwei angeklagte SS-Angehörige unterer Dienstränge verhandelt wurde, jedoch lediglich ein bis vier Tage an. Verhandelt wurden Misshandlungen und Tötungen alliierter Häftlinge, die in den Nebenlagern, insbesondere auf den Todesmärschen, begangen wurden. In vielerlei Hinsicht stellte das Verfahren gegen „Alfred Berger et al.“ eine Ausnahme dar, da es als Verfahrensgegenstand die Exekutionen durch das „Kommando 99“ beinhaltete. Zudem richtete sich dieses letzte Nebenverfahren gegen sechs Angehörige der Lagermannschaft des KZ Buchenwald und wurde vom 25. November bis zum 3. Dezember 1947 durchgeführt. Insgesamt ergingen in den Nebenprozessen sechs Todesurteile, vier lebenslange Haftstrafen, 15 zeitige Haftstrafen und sechs Freisprüche. Nach der Urteilsverkündung wurden die Verurteilten in das Kriegsverbrechergefängnis Landsberg überführt. Von den ausgesprochenen Todesurteilen wurde nur das gegen Adam Ankenbrand am 19. November 1948 durch den Strang im Kriegsverbrechergefängnis Landsberg vollstreckt. Die anderen Todesurteile und Haftstrafen wurden, wie schon bei den Verurteilten des Hauptprozesses, in Überprüfungsverfahren oder infolge von Gnadengesuchen reduziert und die Gefangenen bis Mitte der 1950er Jahre aus der Haft entlassen.
Zwei Nebenverfahren verdienen besondere Aufmerksamkeit: zum einen das Verfahren gegen Victor Hantscharenko, einen ehemaligen Rotarmisten, der 1942 in deutsche Kriegsgefangenschaft geriet. Nach der Internierung in einem Kriegsgefangenenlager und Arbeitseinsätzen in Estland wurde Hantscharenko im Mai 1944 in das KZ Buchenwald überstellt und dort als ukrainischer SS-Angehöriger der Wachmannschaft zugeteilt. Er wurde von Zeugen beschuldigt, auf dem letzten Evakuierungstransport, der am 10. April 1945 Buchenwald verließ, zwölf Häftlinge getötet zu haben. Hantscharenko bestritt diese Vorwürfe und führte an, dass er zu diesem Zeitpunkt einen anderen Evakuierungstransport begleitet und zudem als ukrainischer SS-Angehöriger auch eine andere Uniform als die von Zeugen beschriebene getragen hätte. Diesen Indizien schenkte das Gericht keine Aufmerksamkeit, möglicherweise auch aufgrund der Tatsache, dass Hantscharenko nur über russische Sprachkenntnisse verfügte. Er wurde zu lebenslanger Haft verurteilt, beging einen Suizidversuch und wurde erst Ende Oktober 1954 auf Bewährung entlassen.
Des Weiteren wurde gegen Heinrich Buuck verhandelt, der vor Gericht zugab, auf dem Evakuierungsmarsch aus dem KZ Außenkommando Sonneberg Häftlinge auf Befehl getötet zu haben. Der geständige Buuck, von Zeugen eindeutig identifiziert, war erheblich minderbegabt. Dennoch wurde er zum Tode verurteilt. Das Todesurteil wurde jedoch später in eine Haftstrafe umgewandelt, auch mit dem Hinweis auf Buucks erhebliche Minderbegabung, aufgrund deren er gar nicht in der Lage gewesen wäre, sich den Tötungsbefehlen seines Vorgesetzten zu widersetzen. Buuck wurde im Überprüfungsverfahren Befehlsnotstand zugebilligt, so dass er 1954 auf Bewährung aus Landsberg entlassen wurde.
Die 24 Verfahren und 31 Urteile im Einzelnen
| Verfahren                                                             | Angeklagter            | Rang                           | Funktion                                                                             | Urteil                                                           |
| --------------------------------------------------------------------- | ---------------------- | ------------------------------ | ------------------------------------------------------------------------------------ | ---------------------------------------------------------------- |
| United States vs Wilhelm Hinderer et al. – Case 000-Buchenwald-2      | Wilhelm Hinderer       | SS-Mann                        | Einsatz im Außenlager Schönebeck                                                     | Freispruch                                                       |
| United States vs Wilhelm Hinderer et al. – Case 000-Buchenwald-2      | Josef Postl            | SS-Mann                        | Einsatz im Außenlager Schönebeck                                                     | Freispruch                                                       |
| United States vs Ernst Emil Jackobs – Case 000-Buchenwald-3           | Ernst-Emil Jackobs     | SS-Hauptscharführer            | Kommandoführer in den Gustloffwerken II                                              | 15 Jahre Haftstrafe                                              |
| United States vs Alfred Andreas Hoffmann – Case 000-Buchenwald-4      | Alfred Andreas Hofmann | SS-Obersturmführer             | Kommandoführer im KZ Außenkommando Sonneberg                                         | 5 Jahre Haftstrafe                                               |
| United States vs Josef Mueller – Case 000-Buchenwald-5                | Josef Mueller          | Funktionshäftling              | Kapo im Kommando des Krematoriums                                                    | Todesstrafe, später in lebenslange Haft umgewandelt              |
| United States vs Erich Weyrauch – Case 000-Buchenwald-6               | Karl Erich Weyrauch    | SS-Oberscharführer             | Kommandoführer im Außenlager Kassel                                                  | 10 Jahre Haftstrafe, später in vier Jahre Haftstrafe umgewandelt |
| United States vs Heinz Blume – Case 000-Buchenwald-7                  | Heinz Blume            | SS-Oberscharführer             | Kommandoführer im Außenlager Meuselwitz                                              | Todesstrafe, später in drei Jahre Haftstrafe umgewandelt         |
| United States v. Victor Hantscharenko – Case 000-Buchenwald-8         | Victor Hantscharenko   | ukrainischer SS-Mann           | Wachkompanie des KZ Buchenwald                                                       | Lebenslange Haftstrafe                                           |
| United States vs Heinrich Buuck – Case 000-Buchenwald-9               | Heinrich Buuck         | SS-Mann                        | Einsatz im KZ Außenkommando Sonneberg                                                | Todesstrafe, später in 15 Jahre Haftstrafe umgewandelt           |
| United States vs Ignaz Seitz – Case 000-Buchenwald-11                 | Ignaz Seitz            | SS-Sturmmann                   | Einsatz im Außenlager Leau                                                           | zehn Jahre Haftstrafe                                            |
| United States vs Ignaz Seitz – Case 000-Buchenwald-11                 | Johannes Volk          | SS-Oberscharführer             | Einsatz im Außenlager Leau                                                           | zehn Jahre Haftstrafe                                            |
| United States vs Alfons Kunikowski – Case 000-Buchenwald-13           | Alfons Kunikowski      | Funktionshäftling              | Lagerältester im Buchenwalder Außenlager Laura                                       | sieben Jahre Haftstrafe                                          |
| United States vs Max Paul Emil Vogel – Case 000-Buchenwald-14         | Emil Vogel             | SS-Angehöriger, Rang unbekannt | Einsatz im Buchenwalder Nebenlager Bochum                                            | vier Jahre Haftstrafe                                            |
| United States vs Adam Ankenbrand – Case 000-Buchenwald-17             | Adam Ankenbrand        | SS-Unterscharführer            | Einsatz im Buchenwalder Nebenlager Schlieben                                         | Todesstrafe, am 19. November 1948 hingerichtet                   |
| United States vs Friedrich Demmer – Case 000-Buchenwald-20            | Friedrich Demmer       | SS-Unterscharführer            | Einsatz im Buchenwalder Außenlager Arolsen                                           | zehn Jahre Haftstrafe                                            |
| United States vs Johann Singer – Case 000-Buchenwald-23               | Johann Singer          | SS-Angehöriger, Rang unbekannt | Wachmannschaft KZ Buchenwald                                                         | Freispruch                                                       |
| United States vs August Giese – Case 000-Buchenwald-25                | August Giese           | SS-Angehöriger, Rang unbekannt | Kommandoführer im Buchenwalder Außenlager Laura                                      | vier Jahre Haftstrafe                                            |
| United States vs Paul Mueller – Case 000-Buchenwald-26                | Paul Müller            | Funktionshäftling              | Kapo im Buchenwalder Nebenlager Bochum                                               | 15 Jahre Haftstrafe                                              |
| United States vs Ludwig Fisher – Case 000-Buchenwald-31               | Ludwig Fischer         | SS-Angehöriger, Rang unbekannt | Einsatz im Buchenwalder Nebenlager Ohrdruf                                           | Freispruch                                                       |
| United States vs Klaus Ferdinand Huels – Case 000-Buchenwald-36       | Klaus Ferdinand Huels  | SS-Stabsscharführer            | Einsatz im Buchenwalder Nebenlager KZ Langenstein-Zwieberge                          | Freispruch                                                       |
| United States vs Heinrich Zwickl – Case 000-Buchenwald-37             | Heinrich Zwickl        | SS-Angehöriger, Rang unbekannt | Stellvertretender Kommandeur der Wachmannschaft im Buchenwalder Nebenlager Zwieberge | Todesstrafe, wahrscheinlich in Haftstrafe umgewandelt            |
| United States vs Adolf Wuttke – Case 000-Buchenwald-40                | Adolf Wuttke           | SS-Hauptscharführer            | Kommandoführer im Außenlager Schönebeck                                              | vier Jahre und sechs Monate Haftstrafe                           |
| United States vs Josef Schramm – Case 000-Buchenwald-41               | Josef Schramm          | SS-Scharführer                 | Kommandoführer im Steinbruch des KZ Buchenwald                                       | Lebenslange Haftstrafe                                           |
| United States vs Otto Krause – Case 000-Buchenwald-42                 | Otto Krause            | SS-Angehöriger, Rang unbekannt | Einsatz im Buchenwalder Nebenlager Magdeburg                                         | zehn Jahre Haftstrafe                                            |
| United States vs Ferdinand Lemke – Case 000-Buchenwald-49             | Ferdinand Lemke        | SS-Oberscharführer             | Einsatz im KZ Buchenwald                                                             | Freispruch                                                       |
| United States vs Werner Alfred Berger et al. – Case 000-Buchenwald-50 | Werner Alfred Berger   | SS-Oberscharführer             | Dienststellenleiter der Effektenkammer im KZ Buchenwald                              | Lebenslange Haftstrafe                                           |
| United States vs Werner Alfred Berger et al. – Case 000-Buchenwald-50 | Helmut Friedrich Bergt | SS-Hauptscharführer            | Arbeitsdienstführer im KZ Buchenwald                                                 | Freispruch                                                       |
| United States vs Werner Alfred Berger et al. – Case 000-Buchenwald-50 | Josef Bresser          | SS-Unterscharführer            | Leiter der Fahrbereitschaft im KZ Buchenwald                                         | 15 Jahre Haftstrafe                                              |
| United States vs Werner Alfred Berger et al. – Case 000-Buchenwald-50 | Horst Ernst Dittrich   | SS-Hauptscharführer            | Waffenmeister im KZ Buchenwald                                                       | Lebenslange Haftstrafe                                           |
| United States vs Werner Alfred Berger et al. – Case 000-Buchenwald-50 | Wiegand Hillberger     | SS-Hauptscharführer            | Unteroffizier der Lagerkommandantur                                                  | 20 Jahre Haftstrafe                                              |
| United States vs Werner Alfred Berger et al. – Case 000-Buchenwald-50 | Herbert Möckel         | SS-Hauptscharführer            | Blockführer und Ausbilder                                                            | 20 Jahre Haftstrafe                                              |

## Anhang